# Gare de Cazères-sur-Garonne
Gare de Cazères-sur-Garonne vasútállomás Franciaországban, Cazères településen.

## Vasútvonalak
Az állomást az alábbi vasútvonalak érintik:
- Toulouse–Bayonne-vasútvonal

## Kapcsolódó állomások
A vasútállomáshoz az alábbi állomások vannak a legközelebb:
- Gare de Martres-Tolosane
- Gare de Carbonne